# Pine Village (Indiana)
Pine Village es un pueblo ubicado en el condado de Warren, Indiana, Estados Unidos. Según el censo de 2020, tiene una población de 212 habitantes.

## Geografía
La localidad está ubicada en las coordenadas 40°26′58″N 87°15′12″O / 40.44944, -87.25333. Según la Oficina del Censo de los Estados Unidos, Pine Village tiene una superficie total de 0.31 km², de la cual 0.31 km² corresponden a tierra firme y (0%) 0 km² es agua.

## Demografía
Según el censo de 2020, hay 212 personas residiendo en Pine Village. La densidad de población es de 683,87 hab./km². El 95.3% son blancos, el 0.5% es amerindio, el 0.9% son de otras razas y el 3.3% son de dos o más razas. Del total de la población, el 2.8% son hispanos o latinos de cualquier raza.